# Mormopterus beccarii
Mormopterus beccarii é uma espécie de morcego da família Molossidae. Pode ser encontrada das ilhas de Halmahera e Ambon nas Molucas (Indonésia), através da Nova Guiné, até as ilhas Fergusson e Nova Britânia e norte da Austrália.